# 山中伸彌
山中伸彌（日语：／ Yamanaka Shin'ya，1962年9月4日—），日本幹細胞科學家，現任京都大学教授、UCSF附屬格拉德斯通心血管病研究所高等研究員、奈良先端科學技術大學院大學榮譽教授。美国国家科学院外籍院士 、宗座科學院院士、日本學士院會員。文化勳章表彰。文化功勞者。時代百大人物。
山中教授曾獲日本最初的BBVA基金會前沿知識獎。他也與魯道夫·耶尼施同獲2011年沃爾夫醫學獎、與林納斯·托瓦茲同獲2012年千禧年科技獎，同年他因「發現成熟細胞可被重寫成多功能細胞」與约翰·格登爵士同獲诺贝尔生理学或医学奖。2013年再獲300萬美元獎金的生命科學突破獎。

## 早年生活與教育

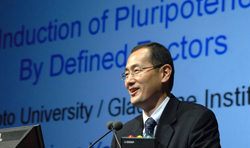
山中伸彌在演讲中，2010年1月14日

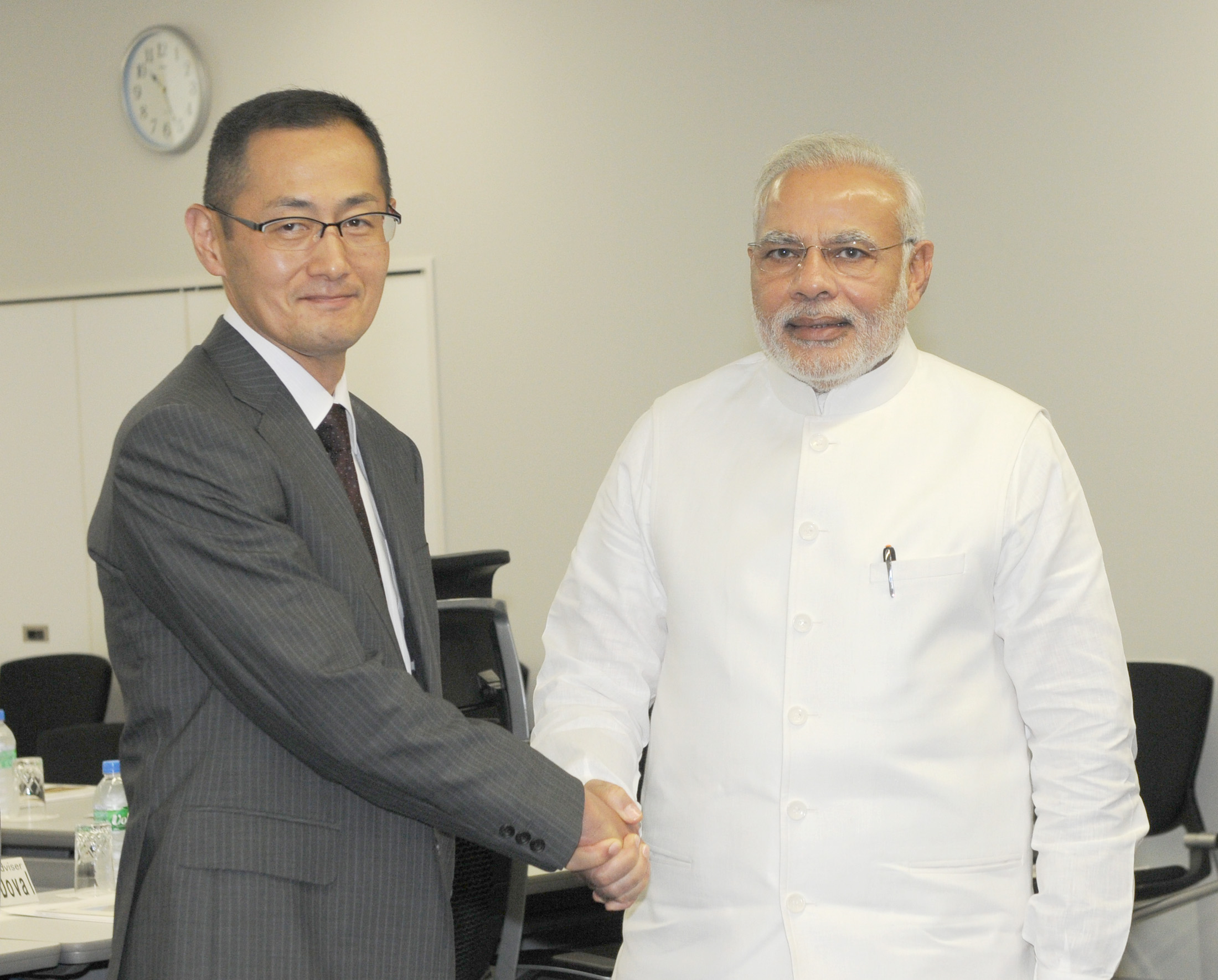
印度總理纳伦德拉·莫迪訪問京都大學CiRA，與山中教授合影

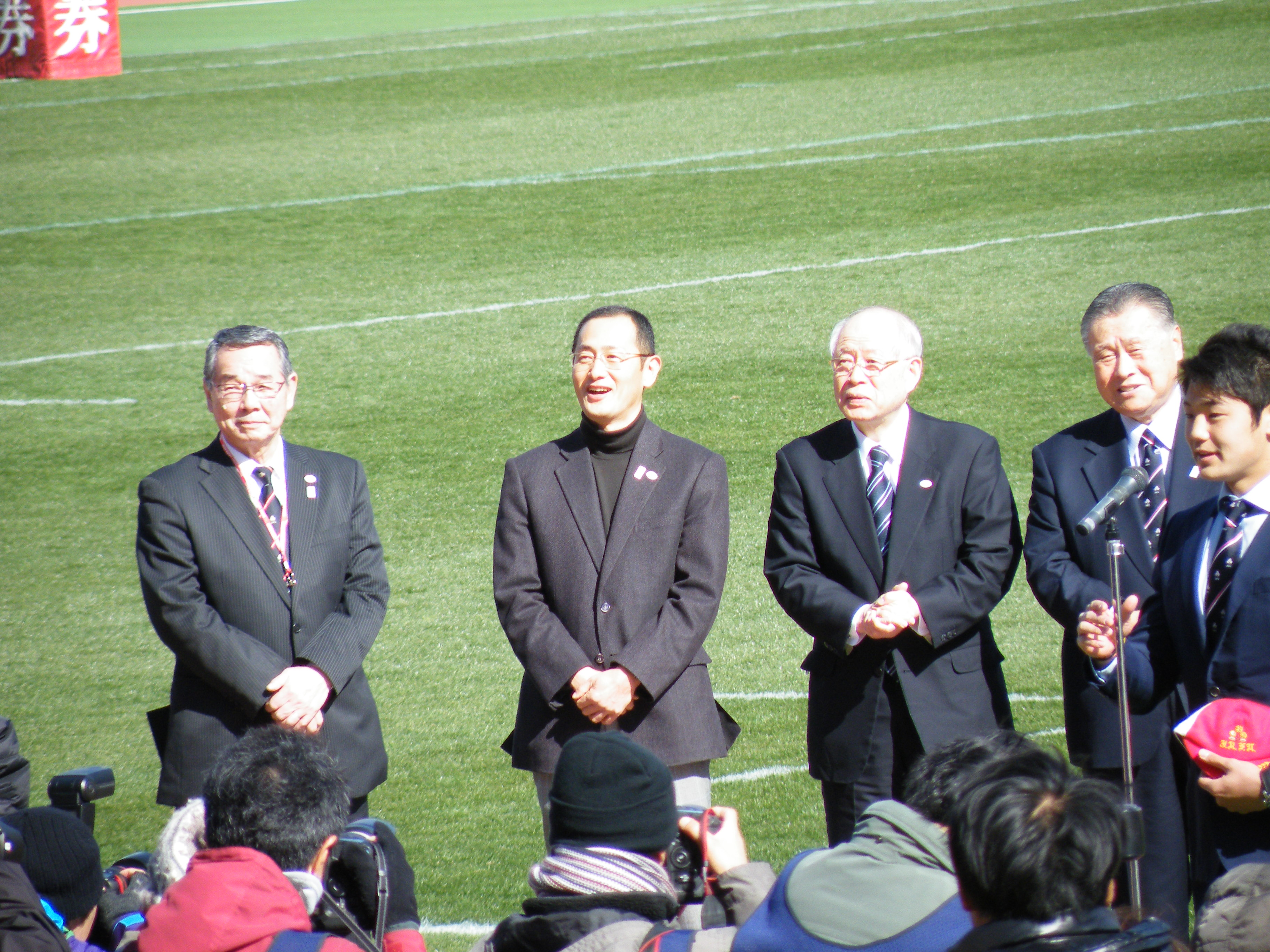
山中伸彌和野依良治參加第50屆全日本橄欖球錦標賽開幕儀式

1962年9月4日，山中伸彌出生於日本大阪府東大阪市。從大阪教育大學附屬天王寺高中畢業後，他陸續於1987年取得神戶大学医学院醫學士學位（M.D.）、1993年取得大阪市立大学医学博士学位。完成學業後，他在國立大阪醫院矫形外科担任医师，也在美国加州大学旧金山分校（UCSF）附属格拉德斯通心血管病研究所进行博士后研究工作。

## 職業生涯
1987年到1989年間，山中在國立大阪醫院擔任骨科醫生。第一個手術是為他的朋友平田（Shuichi Hirata）去除良性腫瘤，若由熟練的外科醫生執刀只須10分鐘，但山中花了1小時才完成手術。一些前輩取山中（Yamanaka）的諧音稱他為“邪魔中（Jamanaka）”，意即礙手礙腳。
1993年至1996年間，山中在格拉德斯通心血管病研究所工作。1996年至1999年間，他回國擔任日本學術振興會特別研究員（PD）並到大阪市立大学藥理學教室擔任助手。他發現自己大部份時間都在實驗室照顧小白鼠，無法進行實際研究工作。長期的挫折使山中出現重性憂鬱障礙的病徵，也萌生放棄基礎研究的想法。
山中的妻子建議他成為一名執業醫生，但他轉而向奈良先端科學技術大學院大學（奈良先端大；NAIST）申請職位。他極力主張「解析胚胎幹細胞特徵」研究的前景，積極的態度為他贏得了新工作。1999年至2003年間，山中在NAIST擔任副教授，並與他的博士班學生高橋和利開始誘導性多功能幹細胞（iPS細胞）研究。2003年，他升為正教授，並在大阪大學教授岸本忠三的支持下獲得了5年3億日圓的政府經費，完成iPS細胞的奠基性研究。在2004年至2010年期間，山中轉任京都大學再生醫科學研究所教授。目前，山中是京都大學iPS細胞研究所（CiRA）的所長和教授。
2006年，山中和他的團隊從成年小白鼠的成纖維細胞中產生iPS細胞。 iPS細胞與胚胎幹細胞非常相似，部份的胚胎（受精後幾天的胚胎）可在體外生長。他們顯示iPS細胞具有多能性，即能夠產生身體的所有細胞譜系。後來他和他的團隊從成年人的成纖維細胞中產生了第一組iPS細胞。在該領域，山中與以往研究的主要區別，在於他的團隊使用多種轉錄因子，而不是每個實驗轉染一個轉錄因子。他們以早期胚胎中已知的24個轉錄因子開始嘗試，最終發現4個關鍵的轉錄因子：現稱山中因子（Yamanaka factors）的Sox2、Oct4、KLF4和c-Myc。

## 贏得諾貝爾獎的iPS細胞研究
誘導性多功能幹細胞（iPS細胞）研究的突破，促使日本政府於2007年撥給5年70億日圓的支援經費。山中教授也因此於2012年獲得諾貝爾生理學或醫學獎，成為繼利根川進之後第2位獲得該獎的日本人、繼田中耕一之後第2位戰後出生的日本人諾貝爾獎得主、第4位日本人諾貝爾獎暨沃爾夫獎雙料得主。

### 背景：不同的細胞類型
以下表格陳列各類細胞，以協助理解iPS細胞的特殊性。
| 細胞類型                      | 特徵                                                                         |
| ----------------------------- | ---------------------------------------------------------------------------- |
| 全能細胞（Totipotent cells）  | 可以產生所有的細胞類型（多能性），須透過細胞分裂。如：受精卵。               |
| 多能細胞（Pluripotent cells） | 可以發展成所有的細胞類型（羊膜囊和胎盤除外），早期胚胎主要由多能幹細胞組成。 |
| 萬能細胞（Multipotent cells） | 可以發展成為一系列密切相關的細胞類型。如：血液多能細胞可以發育成各种血細胞。 |

### 背景：不同的幹細胞技術
| 類型                          | 優點                                                | 缺點                                                         |
| ----------------------------- | --------------------------------------------------- | ------------------------------------------------------------ |
| 體細胞複製胚胎幹細胞          | 無免疫排斥。 理論上可進行患者特異性移植。           | 從無成功案例。 需要許多人類卵細胞。 倫理問題：可以複製人類。 |
| 受精卵胚胎幹細胞              | 多能性。 累積了很多研究，可通過細胞庫減少免疫排斥。 | 須使用受精卵。 免疫排斥。 有致癌風險（不能用於臨床試驗）。   |
| 誘導性多功能幹細胞（iPS細胞） | 沒有倫理問題。 多能性。                             | 致癌風險、異常老化現象（已陸續克服）。                       |
| 成體幹細胞                    | 累積了很多研究。 無免疫排斥。 安全（臨床試驗）。    | 不像胚胎幹細胞一樣具有潛力。                                 |

### 研究的歷史背景
20世紀初的普遍觀點認為，成體細胞被永久鎖定在分化狀態，不能恢復到完全不成熟的多能幹細胞狀態。也就是說，學界認為細胞分化只能是一個單向過程。因此，非分化卵/早期胚胎細胞只能發育成特殊的細胞。然而，一些效力有限的幹細胞（成體幹細胞）仍保留在骨髓、腸子、皮膚之中，成為細胞替代的來源。
分化細胞類型具有特定蛋白質模式的事實表明，不可逆的表觀遺傳修飾或遺傳改變，是單向細胞分化的原因。因此，細胞的分化潛力會被逐漸受限，最終喪失多能性。
1962年，約翰·格登首先證實來自已分化的青蛙腸子皮細胞的細胞核可以移植至去核的蝌蚪卵。格登使用體細胞核轉移（SCNT）作為理解細胞重編程、細胞變化途徑的方法。最終他得出結論，即分化的體細胞核具有恢復多能性的潛力。此一突破性的典範轉移，表明分化的細胞核仍保留有成功恢復至未分化狀態的能力，有可能重新啟動發育（多能性）。
然而，完整的分化細胞是否可以完全重新編程、具有多能性？仍是一個重要的問題。

### 山中的研究
山中伸彌證實，將一小組轉錄因子導入分化細胞足以將細胞恢復至多能狀態。山中相當關注胚胎幹細胞（ES細胞）中保持多能性的重要因素。當他知道轉錄因子參與維持多能狀態後，他選擇了一套24個ES細胞轉錄因子作為恢復體細胞多能性的候選因子。
首先，他將這些轉錄因子編碼的所有24個基因導入皮膚成纖維細胞，但幾乎沒能產生與ES細胞類似的效果。其次，他透過非常簡單而敏感的測定系統，篩選出更少量的轉錄因子，做進一步實驗以鑑定關鍵因素。最後，他確定了4個關鍵轉錄因子（Sox2，Oct4，Klf4和c-Myc）足以將小白鼠胚胎成纖維細胞或成體成纖維細胞轉化為多能性幹細胞。
這些多能性細胞稱為iPS（誘導多能幹細胞），iPS細胞可透過將b-geo基因插入Fbx15基因座來選擇。Fbx15啟動子在多能幹細胞中是有活性的，其誘導b-geo表達，又能產生G418抗性。這種現象有助於識別iPS細胞。
2007年，山中團隊又發現了具有種系傳遞（germ line transmission）的iPS細胞（透過Oct4或Nanog基因選擇實現）。同年，他們又首先生產了人類iPS細胞。
這是一個根本性的大發現。這是歷史上第一次完整分化的體細胞被重編成多能性細胞，開闢了一個全新的研究領域。

## 主要榮譽
- 2007年　大阪科學獎（日语：大阪科学賞）
- 2007年　上原獎（日语：上原賞）
- 2007年　朝日獎
- 2007年　Meyenburg Prize（英语：Meyenburg Prize）（Meyenburg基金会[Meyenburg Foundation]／德国癌症研究中心[Deutsches Krebsforschungszentrum, DKFZ]，德国）
- 2008年　《时代》杂志「時代百大人物」（The World's Most Influential People，美国）
- 2008年　山崎貞一獎（日语：山崎貞一賞）
- 2008年　羅伯·柯霍獎
- 2008年　紫綬褒章
- 2008年　邵逸夫生命科学与医学奖
- 2008年　高峰紀念第一三共獎
- 2008年　Massry Prize（英语：Massry Prize）（南加州大學，美國）
- 2008年　科学技术特别奖
- 2009年　Lewis S. Rosenstiel Award（英语：Lewis S. Rosenstiel Award）（布蘭代斯大學，美國）
- 2009年　蓋爾德納國際獎
- 2009年　拉斯克基础医学研究奖
- 2010年　March of Dimes Prize in Developmental Biology（英语：March of Dimes Prize in Developmental Biology）
- 2010年　京都獎
- 2010年　巴尔赞奖
- 2010年　文化功勞者
- 2010年　BBVA基金會前沿知識獎（英语：BBVA Foundation Frontiers of Knowledge Award）
- 2011年　Albany Medical Center Prize（英语：Albany Medical Center Prize）
- 2011年　沃尔夫医学奖[18]
- 2011年　費薩爾國王國際獎（英语：King Faisal International Prize）
- 2011年　McEwen Award for Innovation
- 2012年　千禧年科技獎
- 2012年　美国国家科学院外籍院士[5]
- 2012年　诺贝尔生理学或医学奖
- 2012年　文化勳章
- 2013年　生命科學突破獎
- 2013年　宗座科學院院士[19]
- 2014年　UCSF創立150週年校友傑出獎[20]
- 2016年　广岛大学荣誉名誉教授

## 社會活動
2014年12月31日，山中教授擔任日本國民節目「第65回NHK紅白歌合戰」的審查員。其與娛樂界素無瓜葛，可謂特例。
2015年3月1日，諾貝爾獎得主座談（Nobel Week Dialogue）首次移師海外，在日本東京舉行。在7名與會的諾貝爾獎得主當中包括2名日本人－－山中教授與名古屋大學的天野浩教授（2014年物理學獎）。此外，島津製作所的田中耕一（2002年化學獎）出席了最後一輪座談。
山中教授是2019年日本新元号恳谈会的参与成员之一。

## 軼事
山中在大學時代投入柔道（二段黑帶）與橄欖球運動，並維持跑馬拉松的習慣超過20年。他在2011年的首屆大阪馬拉松大賽中以4:29:53的成績跑完全程，他還參加了2012年京都馬拉松大賽，為iPS細胞研究籌集資金，以4:03:19跑完全程。此外，他也參加了2012年11月25日的第二屆大阪馬拉松大賽
。
接到諾貝爾獎通知電話時，山中正在家中修繕洗衣機。野田佳彥內閣聞訊，決定提供16萬日元的洗衣機購買費做為賀禮。

## 外部連結
- （日語） 京都大学iPS細胞研究所（页面存档备份，存于）
  - （日語） 京都大学iPS細胞研究所山中伸弥研究室（页面存档备份，存于）
  - （日語） 京都大学iPS細胞研究所報道用写真素材（页面存档备份，存于）
- （英文） University of California, San Francisco（页面存档备份，存于）
- （英文） University of California, San Francisco, Gladstone Institutes
- （日語） ヒト人工多能性幹細胞（iPS細胞）の樹立に成功（京都大学HP）（页面存档备份，存于）
- （日語） The Discovery and Future of Induced Pluripotent Stem (iPS) Cells山中伸弥教授会見映像・20分（2008年1月9日　日本外国特派員協会）JANJAN